# اد کاچ
ادوارد اروینگ «اد» کاچ (انگلیسی: Edward Irving "Ed" Koch; ‎/kɒtʃ/‎  ; زاده ۱۲ دسامبر ۱۹۲۴ – درگذشته ۱ فوریهٔ ۲۰۱۳) یک سیاستمدار اهل ایالات متحده آمریکا بود که از سال ۱۹۷۸ تا سال ۱۹۸۹ به عنوان ۱۰۵مین شهردار نیویورک سیتی خدمت نمود.در زمان وی و توسط وی رابرت آرمائو مدتی با حقوق سالیانه یک دلار!! به سمت رئیس استقبال رسمی شهرداری و شهر نیویورک در آمد.